# Menippidae
Menippidae Ortmann, 1893 è una famiglia di crostacei decapodi appartenenti alla superfamiglia Eriphioidea.

## Tassonomia
- Menippe De Haan, 1833
- Myomenippe Hilgendorf, 1879
- Pseudocarcinus H. Milne Edwards, 1834
- Ruppellioides A. Milne-Edwards, 1867
- Sphaerozius Stimpson, 1858